# Тропрсти детлић
Тропрсти детлић (лат. Picoides tridactylus) врста је птице из породице детлића. Научни назив ове врсте је састављен из двеју старогрчких речи. Име рода Picoides је комбинација речи Picus што значи детлић (данас је то назив рода жуне)  и суфикса oides што значи налик, личи. Придев tridactylus значи тропрсти.

## Опис
Дужина тела од врха кљуна до врха репа је од 20 до 24 центиметара у Европи и од 21 до 23 центиметара у Северној Америци. Маса птице варира од 54 до 66 грама (женке) и од 65 до 74 грама (мужјаци).
Од детлића рода (Dendrocopos) се разликује по недостатку црвене боје перја на телу. Такође, има врло мало белих пега, па изгледа готово потпуно тамно. Приближне је величине као велики детлић. Са потиљка му се низ леђа спушта вертикална широка бела линија (подврста P. t. tridactylus ) или су леђа нежно испругана танким хоризонталним белим пругама (подврста P. t. alpinus ). Полни диморфизам је присутан. Теме мужјака је бледожуто обојено, док је код женке прошарано ситним црним пегама без жуте пребојености.

## Распрострањеност и станиште
Ареал распрострањења обухвата бореални део Европе, Азије и Северне Америке. Изоловане популације као глацијални реликти могу се пронаћи и јужно, на простору Алпа, Балкана, Алтаја, Тјен Шана и у неколико других мањих подручја.
Насељава махом зреле смрчеве шуме на висинама већим од 1000 метара надморске висине. Доста ређе настањује мешовите шуме, као и оне уништене непогодама попут олуја са јаким ветром или пожарима иза којих остају мртва и натрула стабла. 

### Подврсте
На свету постоји 7 подврста тропрстог детлића и свака има другачије распрострањење:

#### Евроазијске подврсте
- P. t. tridactylus  — насељава северну Европу, западне Карпате, тајге јужног Сибира, Алтајске планине, север Монголије и Кине све до Приморске покрајине и острва Сахалин.
- P. t. crissoleucus  — насељава северне тајге од Урала на исток до Охотског мора
- P. t. albidior   — насељава Камчатку
- P. t. alpinus  — насељава планине централне, јужне и југоисточне Европе (изузев западних Карпата), Тјен Шан, североисточни део Корејског полуострва и јапанско острво Хокаидо

#### Северноамеричке подврсте
- P. t. fasciatus  — насељава северoзападну и централну Аљаску, северозападну Канаду, југ до Орегона, северни Ајдахо и западну Монтану
- P. t. bacatus  — на северу ареала насељава Манитобу, Онтарио и Квебек, полуострво Лабрадор и острво Њуфаундленд, а на југу је распрострањен до Великих језера, Њујорка, Њу Хемпшира и Мејна
- P. t. dorsalis  — насељава Стеновите планине од Монтане до Неваде и од Аризоне до Новог Мексика

## Биологија
Детлић средње величине, становник бореалних и (високо) планинских четинарсих шума, по начину живота, исхрани и станишту упућен на прашумске делове са значајним уделом мртве дрвне масе или погођене невременом или пожарима. За гнездо дуби стојећа мртва стабла. гнежђење почиње у априлу и мају, инкубација траје између 11 и 13 дана, а младунци се осамостаљују са око 24 дана. Храни се инсектима, махом из реда Coleoptera и породице Scolytidae, избор врста зависи од годишњег доба: зими се искључиво храни поткорњацима из родова Ips spp. и Polygraphus spp., лети ларвама инсеката из породице Cerambycidae и пауцима. Станарица је. Орнитолози процењују да европска популација броји између 598 000 и 1 450 000 гнездећих парова, а тренд популације је до 2000. године оцењен као стабилан, док је новији тренд непознат.

## Угроженост
Интензивно шумарство и прекомерна експлоатација шума, као и сеча зрелих и уклањање умирућих и палих стабала доводи до фрагментације и уништавања станишта које узрокују пад бројности. Санитарна сеча и употреба инсектицида у шумарству такође представљају угрожавајуће факторе. Мале и локализоване популације су посебно угрожене.

## Тропрсти детлић у Србији
Најређа врста детлића и у прошлости и у данашње време. Насељава само високопланинске четинарске шуме. Први пут је пронађен на масиву Копаоника. До средине 20. века, врста је евидентирана и на Голији, Златару, Тари и Проклетијама, док податак са Старе планине није довољно поуздан. Након 1950. врста је и даље ретка, а нови налази су уследили тек крајем 20. и почетком 21. века, када је поново забележен на свим некадашњим локалитетима изузев Голије, а новопронађена станишта су на Каменој гори и на обронцима Јадовника. Иако је  најновија процена популације знатно већа од претходне, популација се у савременом периоду сматра стабилном због боље истражености високопланинских четинарских шума југозападне Србије. Сматра се да популација броји између 50 и 90 гнездећих парова.Према Црвеној књизи фауне Србије III - Птице, гнездећа популација тропрстог детлића је оцењена као угрожена (EN)
Фактори угрожавања у Србији:
- сеча зрелих шума са значајним уделом суве и мртве дрвне масе, санитарна сеча и повећање десетогодишњег етата
- промена праксе у шумарству
- шумски пожари
- изградња и ширење путне мреже, туристичких центара и друге инфраструктуре